# Baltic Sea 2020

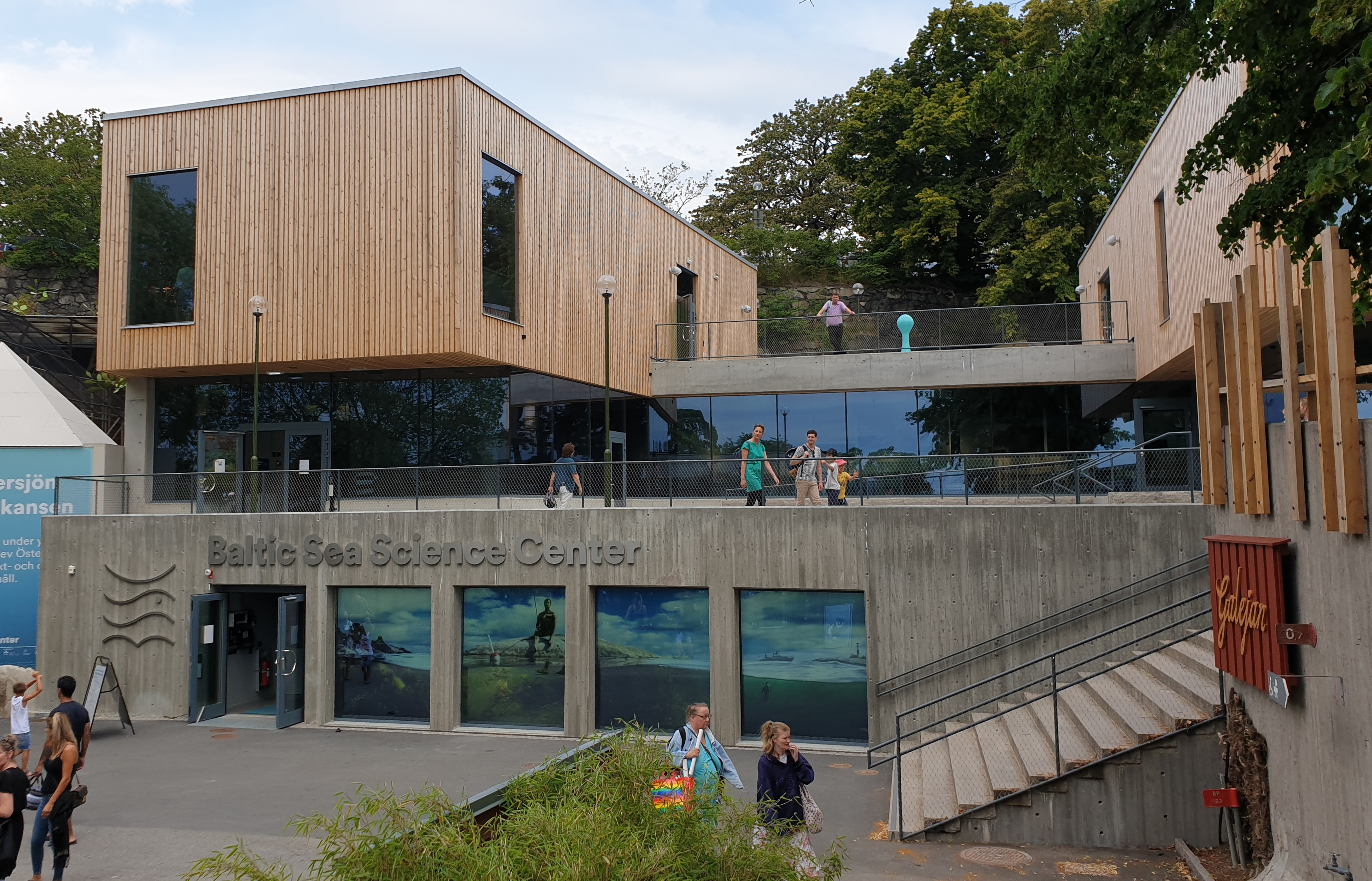
Baltic Sea Science Center på Skansen i Stockholm, med finansiering från Baltic Sea 2020

Baltic Sea 2020 är en privat, oberoende stiftelse grundad 2005 av finansmannen Björn Carlson genom en privat donation om 500 miljoner kronor. Stiftelsens mål är att fram till år 2020 ha förbrukat kapitalet på konkreta åtgärder för att bidra till att vända den negativa utvecklingen i Östersjön. Stiftelsen är inte knuten till någon statlig, privat eller annan aktör.
Stiftelsen främsta kännetecken skall vara dess förmåga att handla, att säkerställa att åtgärder blir genomförda och beslut tagna. Stiftelsens mäter sin framgång, eller misslyckande, i hur många åtaganden som stiftelsens medverkat till att framgångsrikt genomföra fram till år 2020. Sen stiftelsen påbörjat sitt arbete år 2006 har över 50 projekt initierats..
Stiftelsen prioriterar i dag insatser inom fyra områden som stiftelsen anser vara angelägna för att vända utvecklingen i Östersjön, restaurering av kustzoner, fiske, övergödning, film och opinion.

## Några pågående projekt som finansierats av Baltic Sea 2020
- Att se det lilla är att förstå det hela - Mikroorganismens roll i Östersjön. Professor Birgitta Bergman och Dr. Craig Venter
- Storskalig satsning på stärkta rovfiskbestånd - Sportfiskarna
- Tiaminbrist hos blåmussla och ejder i Östersjön - Docent Lennart Balk
- Bidra till etablering av MSC i Östersjöregionen - Marine Stewardship Council
- Åtgärder mot fosforläckage från jordbruksmark - Sam Ekstrand (Miljöinstitutet IVL)
- Mitigating eutrophication effects by use of bio-manipulation - Professor Sture Hansson